# عملية وضع الميزانية
تشير عملية وضع الميزانية (بالإنجليزية: budget process) إلى العملية التي تستعين بها الحكومات لوضع الميزانية واعتمادها، والتي تكون كما يلي:
- تعد إدارة الخدمات المالية أوراق العمل لمساعدة رئيس الإدارة في إعداد تقديرات ميزانية الإدارة
- يدعو المدير المسؤول إلى اجتماع للمديرين يقومون خلاله بعرض ومناقشة خطط للمستوى المتوقع من النشاط في العام التالي.
- يمكن للمديرين العمل مع إدارة الخدمات المالية، أو العمل بمفردهم لإعداد تقدير للإدارات العام المقبل.
- تعرض الميزانيات التي وضعها المديرون على المسؤولين التنفيذيين لمراجعتها والموافقة عليها.
- قد تكون هناك حاجة لكتابة تبرير لطلب الميزانية. في معظم الحالات، يتحدث المدير مع الموظفين الإداريين حول متطلبات الميزانية. وقد تكون هناك حاجة إلى إجراء تعديلات في مشروع الميزانية نتيجة لهذه المرحلة من العملية.

وتشير الميزانية إلى عملية ضبط النفقات فيما يتعلق بالوظيفة الأساسية للمؤسسة، والتي تكون مسؤولة عن تشغيل الشركة بوجه عام. ووضع الميزانية هو إعداد وتخصيص رأس المال الذي يستخدم فيما بعد بطريقة صحيحة لتحقيق الأهداف المحددة أو المعينة للشركة. وتحتاج الميزانية إلى أن تكون مركزة للغاية ومعدة بشكل واضح بحيث تغطي جميع القيود المالية في ذلك؛ بمعنى أن أيًا من الاستثمارات التي قد يتم التخطيط لها في المستقبل سوف تغطي الأهداف المالية للشركة، وينبغي أن تكون جدواها في الوقت المناسب من عملية تنفيذ الخطة المالية الإستراتيجية الشاملة للشركة، كما يجب أن يكون للنفقات الروتينية واليومية مخصصات متناسبة، بحيث يتم أي استثمار بطريقة لا تضر أي نفقات مجدولة حاليًا للشركة. وينبغي وضع الميزانية بطريقة سليمة ومجدية، بحيث تغطي جميع الأهداف المالية للشركة، ويجب تحقيق هذه الأهداف حتى يطلق على هذه الميزانية ميزانية ناجحة. ويشار أيضا إلى وضع الميزانية المالية بوصفها تقييمًا للاستثمار يستكمل ويظهر بوضوح أن الاستثمار الذي ستنفذه الشركة يجب أن يكون قد أوفى بجميع الأهداف المالية.

## المصطلح
- تقدير الواردات يجرى في الفرع التنفيذي على يد المدير المالي أو مكتب الموظفين أو مدير الميزانية أو المدير أو الفريق.
- طلب الميزانية يتم إصداره لرسم الخطوط العريضة لشكل العرض، والتوصية بأهداف معينة.
- وضع الميزانية دراسة الماضي، ووضع أهداف المستقبل، والتوفيق بين الفرق.
- جلسات استماع الميزانية قد تشمل الإدارات والأقسام والسلطة التنفيذية والجمهور لمناقشة التغييرات في الميزانية.
- اعتماد الميزانية الموافقة النهائية التي يصدرها المجلس التشريعي.
- تنفيذ الميزانية تعديل الميزانية مع تقدم السنة المالية.

## الاقتصاد الدستوري
الاقتصاد الدستوري هو دراسة مدى توافق القرارات الاقتصادية والمالية ضمن أطر القانون الدستوري القائم، ويشمل هذا الإطار الإنفاق الحكومي على السلطة القضائية، والتي تتحكم بها تمامًا في الأنظمة الانتقالية والدول النامية السلطة التنفيذية. ومن المفيد أن نميز بين طريقتي فساد النظام القضائي: فساد السلطة التنفيذية، على النقيض من فساد القطاعات الخاصة. ومن الممكن استخدام معايير الاقتصاد الدستوري أثناء إعداد عملية وضع الميزانية السنوية، وإذا كان التخطيط للميزانية شفافًا، فإن سيادة القانون هي المستفيد. ويعد توفر نظام قضائي فعال، يستخدمه المجتمع المدني في حالات الإنفاق الحكومي غير العادل والضبط التنفيذي للاعتمادات التي سبق التصريح بها، عنصرًا أساسيًا لنجاح مسعى سيادة القانون.